# Ctenitis tabacifera
Ctenitis tabacifera är en träjonväxtart som först beskrevs av Cornelis Rugier Willem Karel van Alderwerelt van Rosenburgh, och fick sitt nu gällande namn av Ren-Chang Ching. Ctenitis tabacifera ingår i släktet Ctenitis och familjen Dryopteridaceae. Inga underarter finns listade.